# Гойча
Гойча (рум. Goicea) — комуна у повіті Долж в Румунії. До складу комуни входить єдине село Гойча.
Комуна розташована на відстані 205 км на захід від Бухареста, 47 км на південь від Крайови.

## Населення
За даними перепису населення 2002 року у комуні проживали 4732 особи.
Національний склад населення комуни:
| Національність | Кількість осіб | Відсоток |
| -------------- | -------------- | -------- |
| румуни         | 4576           | 96,7%    |
| цигани         | 155            | 3,3%     |
| греки          | 1              | < 0,1%   |

Рідною мовою назвали:
| Мова      | Кількість осіб | Відсоток |
| --------- | -------------- | -------- |
| румунська | 4644           | 98,1%    |
| циганська | 87             | 1,8%     |
| грецька   | 1              | < 0,1%   |

Склад населення комуни за віросповіданням:
| Релігія                                       | Кількість осіб | Відсоток |
| --------------------------------------------- | -------------- | -------- |
| православні                                   | 4619           | 97,6%    |
| бретрени                                      | 102            | 2,2%     |
| греко-католики                                | 3              | 0,1%     |
| римо-католики                                 | 2              | < 0,1%   |
| лютерани (Синодально-пресвітеріанська церква) | 1              | < 0,1%   |
| лютерани                                      | 1              | < 0,1%   |
| атеїсти                                       | 1              | < 0,1%   |

## Зовнішні посилання
- Дані про комуну Гойча на сайті Ghidul Primăriilor